# Bezděkov (okres Havlíčkův Brod)
Bezděkov (německy Besdiekow) je obec v okrese Havlíčkův Brod v Kraji Vysočina. Nachází se na území CHKO Železné hory. Severně od Bezděkova protéká potok Cerhovka, který je pravostranným přítokem řeky Doubravy. Žije zde 236 obyvatel.

## Název
Název se vyvíjel od varianty Bezdiekow (1544), na Bezděkově (1615). Místní jméno znamenalo Bezděkův (dvůr)

## Historie
První písemná zmínka o obci pochází z roku 1544. Existují však nepotvrzené zprávy, že zde stála od starodávna tvrz, což by nasvědčovalo tomu, že měla obec držet ochranu nad středověkou Libickou stezkou spojující Čechy a Moravu. Název, původně Bezdiekow pochází buď ze spojení „bzděti ohněm a dýmen“ – od ochranného charakteru obce, anebo spíše od jména Bezděka.
Bezděkov patřil k Předboři. V roce 1563 dělil předbořský statek Petr z Předboře mezi čtyři bratry a dva mladší z nich - Aleš Předbořský a Jindřich Předbořský dostali Bezděkov, srub na místě staré tvrze, a dále Lhotu Nadobovu (později Hařilova Lhotka), Kroměšín a Plhov. Majetek byl ale hodně zadlužen a ještě byl Jan Předbořský z Předboře odsouzen v roce 1623 za odboj a vystěhoval se.
Obec získal jeho strýc Albrecht Hyldebrant Lukavský z Lukavice. Během třicetileté války byla ves několikrát pustošena a tak byla tvrz a ves v roce 1650 syny Albrechta prodána i s okolními vesnicemi Kroměšín, Plhov, Štěpánov, Hařilova Lhotka, Malochyně a Křivá paní Evě Kustošové na Horním Studenci. Tím byly statky spojeny a tvrz v Bezděkově úplně zaniká. Další osudy obce jsou součástí osudů Horního Studence.
Školní docházka byla od roku 1783 zajišťována ve škole v Libici nad Doubravou a díky velkému počtu obyvatel začátkem 20. století (kolem 630 obyvatel) zde vznikla dvoutřídka. Velké zásluhy na tom měl hejtman Rudolf Seichert. Na návsi stojí dřevěná zvonička a křížek z roku 1886. Funguje zde TJ Sokol Bezděkov, který pořádá volejbalové závody pro družstva z celého kraje Vysočina. Dále je zde i Sbor dobrovolných hasičů a veřejná knihovna.
Po vzniku samospráv patřila obec k okresu Chotěboř. V roce 1950 došlo ke změně názvu na Bezděkov u Libice nad Doubravou, který je však od roku 1976 jen názvem katastrálního území a není běžně používán. V roce 1961 pak došlo ke změně okresu na větší Havlíčkův Brod. Od 20. dubna 1976 do 23. listopadu 1990 část obce Libice nad Doubravou, od 24. listopadu 1990 samostatná obec.

## Přírodní poměry
Katastrem protéká potok Cerhovka, na níž se rozkládá rybník Lhotka. Obcí protéká potok Bezděkovka, která se vlévá do Cerhovky. Cerhovka se poté severozápadně vlévá do Doubravy. Nejvyšší bod katastru, Na kopaninách, se nachází na západní hranici v nadmořské výšce 503 metrů. Část území přírodní rezervace Mokřadlo a CHKO Železné hory zasahuje i do katastru Bezděkova.

## Obyvatelstvo
Podle sčítání 1930 zde žilo v 28 domech 161 obyvatel. 161 obyvatel se hlásilo k československé národnosti. Žilo zde 144 římských katolíků a 17 příslušníků Církve československé husitské.
| Rok            | 1869 | 1880 | 1890 | 1900 | 1910 | 1921 | 1930 | 1950 | 1961 | 1970 | 1980 | 1991 | 2001 |
| -------------- | ---- | ---- | ---- | ---- | ---- | ---- | ---- | ---- | ---- | ---- | ---- | ---- | ---- |
| Počet obyvatel | 435  | 408  | 416  | 411  | 432  | 432  | 360  | 293  | 315  | 290  | 264  | 256  | 235  |

## Obecní správa a politika
V letech 2006–2010 působil jako starosta Bohumil Marek. V letech 2010–2014 byl starostou Jaroslav Stehno, od roku 2014 funkci vykonává Zdeněk Dvořák.

### Znak a vlajka
Právo užívat znak a vlajku bylo obci uděleno rozhodnutím Poslanecké sněmovny Parlamentu České republiky dne 22. října 2008. V červeno-zeleně polceném štítě znaku se vlevo nachází stříbrný mořský pes se zlatým jazykem, vpravo zlatá sedmihrotá hvězda. Vlajku tvoří červený žerďový pruh široký třetinu délky listu a tři vodorovné pruhy, zelený, žlutý a zelený. V červeném pruhu bílý mořský pes se žlutým jazykem. Poměr šířky k délce listu je 2 : 3.

## Významní rodáci a občané
- Miroslav Čapek (* 1927), lesník, entomolog, botanik, publicista
- Václav Beránek (1888–1937), malíř
- Ondřej Marek (* 1974), volejbalový trenér žen, asistent u reprezentačního týmu ČR
- Miloslav Čermák (* 1986), extraligový hokejista (mistr ČR s týmem HC Slavia Praha)

## Části obce
- Bezděkov
- Hařilova Lhotka
- Štěpánov